# تشكيل على المانيكان
التشكيل على المانيكان هو أسلوب لعمل الباترون ولكن يتم التعامل مع الأبعاد الهندسية الثلاثة للأشكال المجسمة مباشرة (المانيكان أو الجسم البشرى) لإنتاج باترون معين أو لعمل التصميم مباشرة عليه، وتستخدم أقمشة الدمور أو القطن الخام أو البفتة في التشكيل وتتميز جميعها بوضوح خطوط النسيج عند استخدامها لعمل باترون التصميم المطلوب. وقد يستخدم في التشكيل ورق شفاف أملس ذو خطوط متقاطعة مطبوعة بفواصل قدرها بوصه واحده، لعمل الباترونات الأساسية المستخدمة في التشكيل على الجسم الصناعي، ويتميز هذا الورق بسهولة تشكيله ووضوح اتجاه النسيج به.

## استخدامات أسلوب التشكيل على المانيكان
يستخدم هذا الأسلوب في تصميم الملابس خاصة الملابس الراقية (Haut Couture).
ويعتبر التشكيل على المانيكان أحد أساليب تصميم وإعداد الباترونات المجسمة للملابس ويستخدم هذا الأسلوب في تنفيذ الملابس ذات التصميمات المتميزة والتي يصعب تنفيذها عن طريق الباترونات الورقية ويحتاج إلي خبرة ومهارة خاصة. 
كما انه أسلوب متميز لعمل الباترونات باستخدام فن التعامل مع القماش وتطويعه على المانيكان لعمل طراز ملبسي معين، ويجب على من يقوم به أن يكون لديه المعلومات الكاملة عن فن الخياطة الراقية وتفهم اتجاه النسيج والإحساس بالشكل والخطوط والنسب والدقة البالغة

## بدايات التشكيل على المانيكان
في منتصف القرن التاسع عشر أكتشف صانعوا الأزياء أن أسلوب إنتاج الملابس من الباترونات الهندسية القريبة من حجم العميل ثم ضبطه وتعديله كي يطابق جسمه، أسلوب يتطلب وقت طويل كما أنه لا يعطى حرية التصميم والابتكار والمرونة لذلك طور صانعوا الأزياء الأسلوب الكلاسيكي لعمل الزى «تشكيل القماش على الجسم» إلى أسلوب تصميم يمكن بواسطته تشكيل القماش على مانيكان ذي حجم مطابق للعميل ومن هنا بدأ استخدام التشكيل على المانيكان بصوره عامه وواسعة بهدف تصميم وإنتاج الباترونات، ونظراََ لأن بدء ظهور التشكيل كان في فرنسا فقد سمي بأسلوب التشكيل الفرنسي الكلاسيكي. ولم يتغير هذا الأسلوب كثيرا حتى يومنا هذا وهو الأسلوب الذي يستخدمه غالبية مصممي الأزياء الراقية كما أنه يستخدم بطريقه متزايدة بالنسبة لصانعي الملابس الجاهزة.
وفي نفس الوقت السابق تقريبا في بداية النصف الثاني من القرن التاسع عشر سنة 1851 بدء التقدم الصناعي والتطور في صنع الآلات والماكينات وبالتالي أصبح التطور واضحا في مجال صناعة الملابس وظهرت الخياطة الراقية (Haute Couture)، فمبدؤها " تشارلز فريدريك وورث " الإنجليزي الذي وضع الأسس الأولي لفن التشكيل وكان ذلك في باريس في نفس الوقت الذي اخترعت فيه ماكينة الحياكة وأمام النمو التكنولوجي فإن فن الخياطة الراقية ظهر لكي يربط بين طريقة الخياطة القديمة والملابس الجاهزة فالخياطة اليدوية الراقية تتطلب من صانع الملابس مهارات خاصة تحقق متطلبات العميل الفردي وكذلك القدرة على إنجاز عدد من القطع الملبسية المتشابهة "الملابس الجاهزة للارتداء "Ready to wear garments". ويوضح التاريخ أن الخياطة الراقية تسير مع تاريخ الفن الحديث فقد ظهرت في نفس المكان والزمان الذي ظهر فيه الفن الحديث كما جاء على لسان مانيه "Manet" بأن هذا ليس مجرد تزامن.
وكان بيت أزياء وورث هو الأول في بيوت الأزياء من حيث التاريخ والشهرة والمستوى بين بيوت الأزياء الأخرى في ذلك الوقت وكان تشارلز وورث يكيف طرزه وتصميماته لتناسب عملائه المشهورين، فكانت أزيائهم مشكله على المانيكان كل منهم على حده ليناسب كل زى مرتديه ويكون جيد الضبط عليه، وقام وورث بصنع مجموعات متنوعة من الأزياء، فقد صمم ملابس للصباح (مجموعة ملابس الصباح) ومجموعة ملابس لبعد الظهر وملابس مُشَكلةً بواسطة مانيكان مبطن خاص ولعملاء لهم وضع خاص وهام.
وبصفة عامة فإن الملابس المصنوعة داخل بيوت الأزياء غالبا ما تصنع يدويا وتضبط لكل عميل بصفه خاصة، وكل تصميم في هذه البيوت يترجم طبقا لخصائص جسم العميل الذي سيرتديه ولهذا فإن قيمة الملبس الفنية والسعرية تكون عالية جدا لأن ذلك يتضمن خامات رقيقه على مستوى عالي من الجودة والصنع، فكل عميل يشترى الفكرة والتصميم الجيد وكذلك اسم بيت الأزياء الذي يوضع على الملبس.

## أنواع المانيكان
ولمسايرة التطور ابتكر الإنسان العديد من الخامات لتصنيع المانيكان والتي تساعده على عملية التشكيل فأصبح المانيكان الآن يصنع من مواد متعددة مثل ورق الكرتون والسلك والمطاط والإسفنج والبلاستيك، أو من بعض الهياكل المحشوة ومغطى بقماش خاص معين مثل الكنفاه أو أقمشة من التريكو أو المطاط، وقد يكون المانيكان حي (عارضة أزياء) أو غير حي (تمثال) ويستخدم كلا منهما في عرض الملابس، أو بغرض تشكيل القماش لصنع الملابس

## أساليب التشكيل على المانيكان
توجد خمسة أساليب أساسية للتشكيل على المانيكان وهي:
- التشكيل عن طريق عمل توسيع زيادة على السطح الخارجي.
- التشكيل عن طريق الشق وخفض النسيج لأسفل.
- تشكيل الموديلات بواسطة الشق وضم الثنيات والكسرات.
- تشكيل الموديلات بواسطة الشق ولف ظهر القماش والإضافة له.
- تشكيل الموديلات بواسطة ربط الاتساع برباط أو عقدة.